# Mohuč
Mohuč (německy Mainz) je hlavní město německé spolkové země Porýní-Falc. Žije zde přibližně 223 tisíc obyvatel.
V letech 780/782–1802 bylo centrem vlivné mohučské arcidiecéze, jejíž arcibiskup byl po staletí jedním z říšských knížat a kurfiřtem. Po jejím zániku pak zde byla založena dodnes existující mohučská diecéze.
Nejznámější ze zdejších osobností byl Johannes Gutenberg, vynálezce v oblasti knihtisku, jehož jméno nese i místní univerzita. Mohuči se proto občas říká Gutenbergovo město. Bohatá historie zanechala ve městě řadu památek, z nichž byla většina za 2. světové války vážně poškozena nebo zcela zničena. Zbylé památky lákají, společně s bující vinařskou tradicí, do města a jeho okolí řadu turistů.

## Geografie
Mohuč se nachází ve střední části Německa na západním břehu řeky Rýn ve spolkové zemi Porýní-Falc. Středem města prochází přesně 50. stupeň severní šířky. Jižně od města se rozprostírá oblast Rheinhessen Pfalz, která je proslavená svým vínem. Na druhém břehu Rýna, při soutoku s Mohanem (Main), leží správní město spolkové země Hesensko Wiesbaden. Mezi oběma městy existuje velmi těsné spojení. Hlavní dopravní propojení představuje most, nazvaný po prvním spolkovém prezidentovi po 2. světové válce Theodoru Heussovi.

## Historie

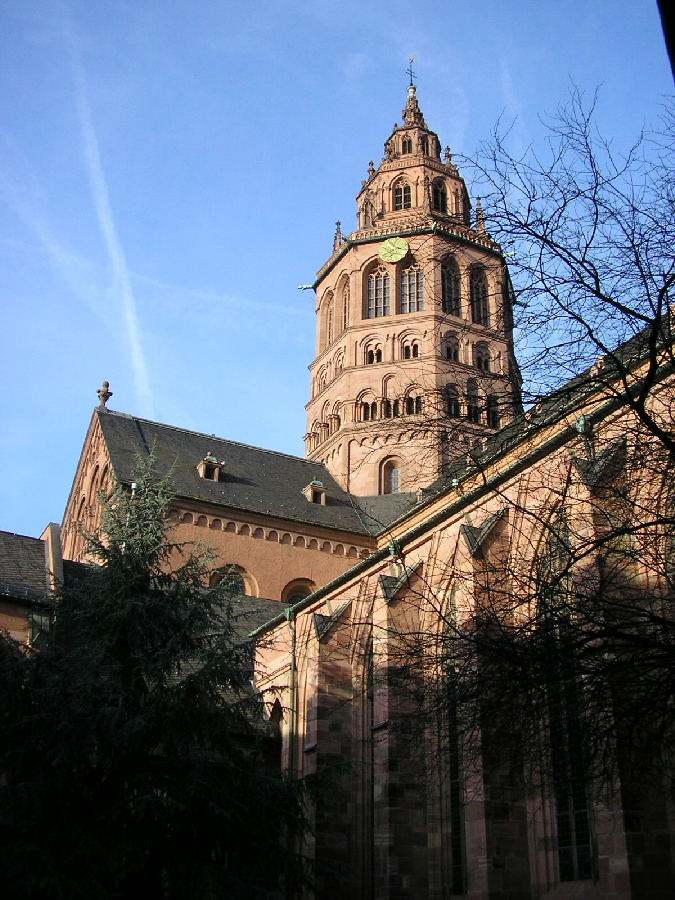
Katedrála sv. Martina z Tours a sv. Štěpána

První zmínky o zdejším osídlení jsou spojeny s původní usedlostí římských legionářů Moguntiacum, založené roku 13 př. n. l. (starší zdroje uvádějí 38 př. n. l.). Tato usedlost byla skoro 500 let součástí římské říše. Od roku 780 do roku 1803 se Mohuč stala hlavním sídlem arcibiskupů a říšských knížat. Arcibiskup Siegfried III. z Eppsteinu prohlásil v roce 1244 Mohuč za svobodné město (privilegium emancipace od městských pánů), město si udrželo tento titul až do roku 1462. Toto období je také považováno za dobu největšího rozkvětu a rozmachu města. S městem je úzce spojena postava Johannese Gutenberga, který svými inovacemi a vynálezy dosáhl toho, že se knihtisk stal použitelný pro levnou a masovou produkci knih. Mohuč byla za 2. světové války, díky významné průmyslové výrobě, častým cílem bombardování.
Právě postava Johannese Gutenberga se zasloužila v novodobé historii o věhlas Mohuče, kterou navštívily osobnosti jako je anglická královna Alžběta II. (Elizabeth II.), papež Jan Pavel II., americký prezident George H. W. Bush a jeho syn a prezident George W. Bush či francouzský prezident Jacques Chirac.

## Obyvatelstvo
Hranice města určovala dlouhá staletí kamenná pevnost, která brzdila rozvoj města a nárůst obyvatelstva. V dávné historii tak počet zdejšího obyvatelstva nepřekračoval 30 000 osob. Až v 19. století došlo k otevření opevnění, což vedlo k prudké expanzi a růstu tzv. nového města. Na počátku 20. století počet obyvatelstva překročil hranici 100 000, v současné době[kdy?] se počet blíží 200 000 obyvatelům.

## Ekonomika a průmysl
Město je součástí oblasti Frankfurt-Rhein-Main, proto má velmi dobrou infrastrukturu, která se zasloužila o ekonomicky silnou pozici města v německém měřítku (dle studie časopisu Wirtschaftswoche z roku 2005 Mohuč obsadila 4. místo, v roce 2006 místo páté; měřítkem bylo srovnání produktivity, hrubého příjmu obyvatelstva a výše investic). Sídlí zde velké společnosti mezinárodního významu, jako je například IBM specializovaná na informační technologie, farmaceutická firma Novo Nordisk, firmy Siemens, SCHOTT anebo televizní společnosti ZDF a Sat.1.
V Mohuči působí Gutenbergova univerzita, patřící v Německu mezi vysoce uznávané instituty. Součástí univerzity je vědecký Max-Plack-Institut neboli Institut Maxe Plancka, na výzkumy v oblasti chemie se specializuje Otto-Hahn Institut. Gutenbergova univerzita úzce spolupracuje s Univerzitou Karlovou v Praze, s Ostravskou univerzitou a s Vysokým učením technickým v Brně.
Sídlí zde také Akademie vědy a literatury (Akademie der Wissenschaften und der Literatur), jejíž součástí je Institut evropských dějin Institut für Europäische Geschichte. Dále pak zde najdeme hudební konzervatoř (Musikhochschule Rheinland-Pfalz), Vysokou odbornou školu stavebních inženýrů a architektů, geoinformatiky a hospodářských věd a Vysokou odbornou školu uměleckých řemesel a umění. V devadesátých letech 20. století zde byla založena Vysoká odborná škola katolická (Katholische Fachhochschule) se zaměřením na sociální práci, sociální pedagogiku a praktickou teologii.

## Doprava

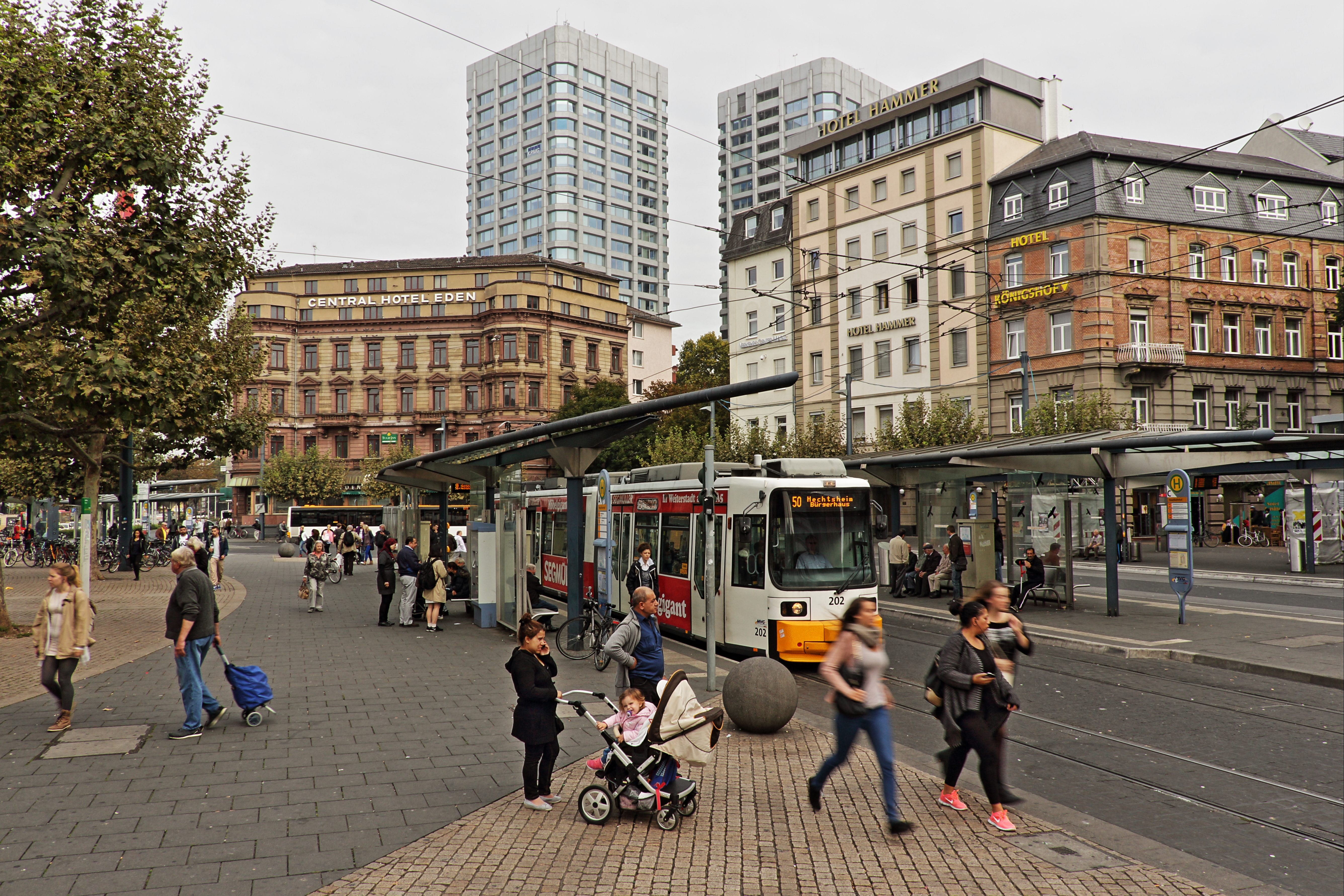
Městská doprava v Mohuči u hlavního nádraží

### Vlaková a autobusová doprava
Zdejším vlakovým nádražím projede denně přes 80 vlaků dálkové přepravy a 440 vlaků regionální přepravy. Nádražím projde denně kolem 55 000 cestujících (zdroj: Německé dráhy Deutsche Bahn). Mohučí projíždí vlaky IC, EC a ICE, jejímž prostřednictvím je město dobře spojeno s velkoměsty Koblenz, Kolín nad Rýnem, Frankfurt nad Mohanem, Mannheim a švýcarským Baselem. Nově jsou cestujícím přístupné i přímé trasy s městy Drážďany, Fulda, Erfurt a Lipsko.

### Městská doprava
Městskou dopravu zajišťuje MVG Mainzer Verkehrsgesellschaft mbH 25 autobusovými a třemi tramvajovými linkami. Zdejší dopravní podnik je součástí integrovaného dopravního systému RMV (Rhein-Main-Verkehrsverbund). Městskou hromadnou dopravu využívá denně na 150 000 cestujících. Meziměstskou dopravu mezi okolními velkoměsty Frankfurt am Main, Wiesbaden, Darmstadt a přilehlými obcemi regionu Rhein-Main zajišťuje RMV prostřednictvím tratí označovaných S-Bahn.

### Letištní a lodní doprava
Blízko města se nachází největší evropské letiště Frankfurt nad Mohanem, které je s centrem města propojeno metrem. Existuje zde i další malé letiště, a to v městské části Finthen. Ve městě se mimo jiné nachází hlavní celní úřad v přístavu pro lodní dopravu. Dle statistiky města zde ročně projede přes 2.000 lodí s objemem nákladu přes 1,3 mil. tun.

Pohled na přístav

## Kultura a umění

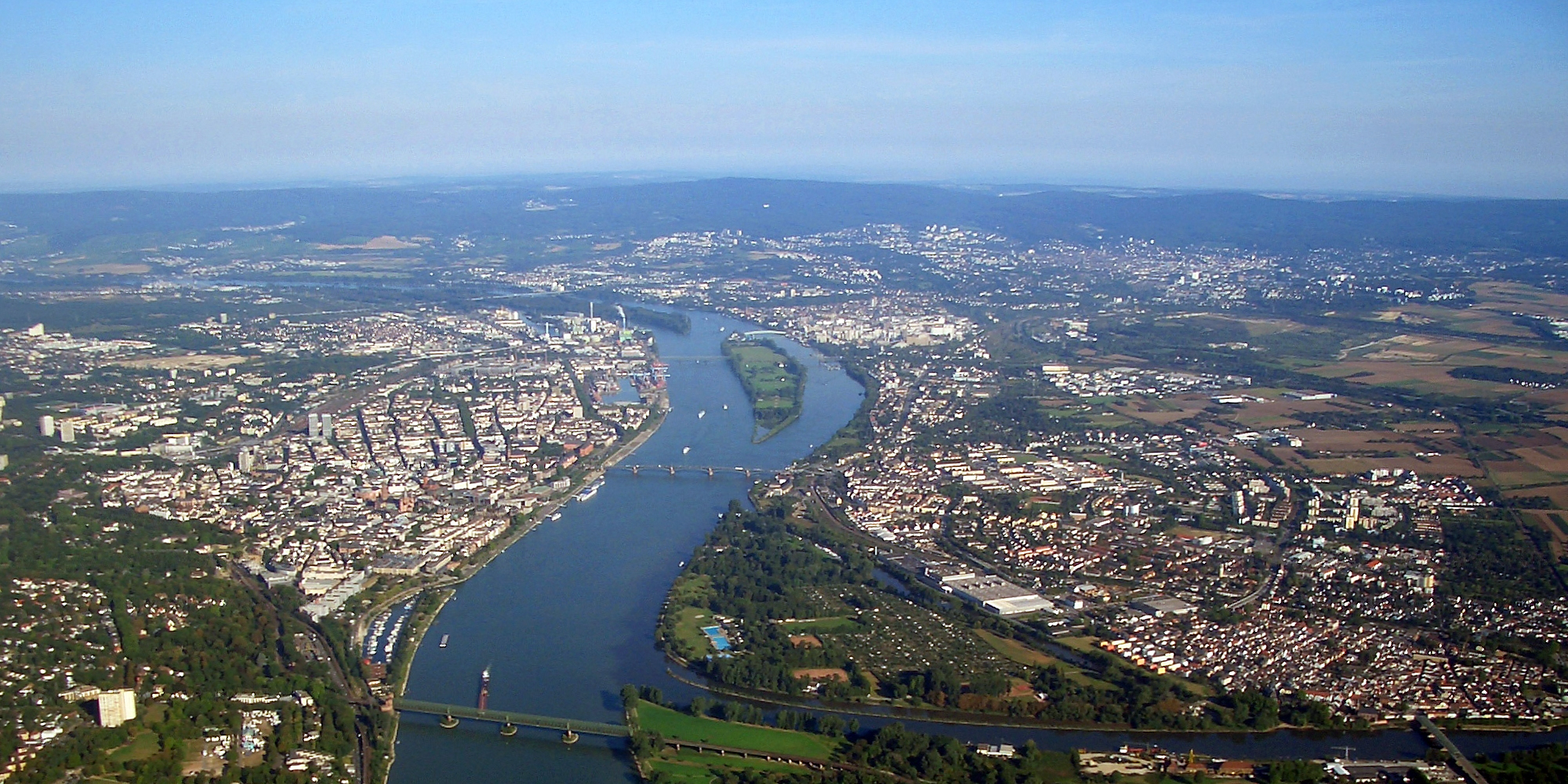
Letecký snímek

### Divadla
Největším zdejším divadlem je Staatstheater, které se nachází na Gutenbergově náměstí. Dalším divadlem je Frankfurter Hof, které vzniklo na počátku 19. století. Toto divadlo má především tradici v zasedání karnevalového představenstva. Místní oslavy masopustu patří v Německu k těm nejvyhlášenějším. Dále zde působí řada menších divadel.

### Hudba
Pěvecký sbor Mohučské katedrály Mainzer Domchor sdružuje na 160 členů. Jeho historie sahá do poloviny 19. století. Působí zde také Státní filharmonický orchestr Philmarmonisches Staatsorchester Mainz.

### Muzea
Nachází se zde řada historických muzeí. Nejznámějším je Gutenberg-Museum, který návštěvníky zasvětí do tajemství knihtisku a typografie. Ke zhlédnutí nabízí toto muzeum mimo jiné i historii výrobu papírů a v trezorových prostorech prezentuje přes čtyřicet originálů Gutenbergovy bible. Dalším známým muzeem je Mainzer Fastnachtsmuseum, muzeum Mohučského karnevalu či Museum für antike Schifffahrt, muzeum antických lodí, ve kterém lze zhlédnout lodě z římského období.

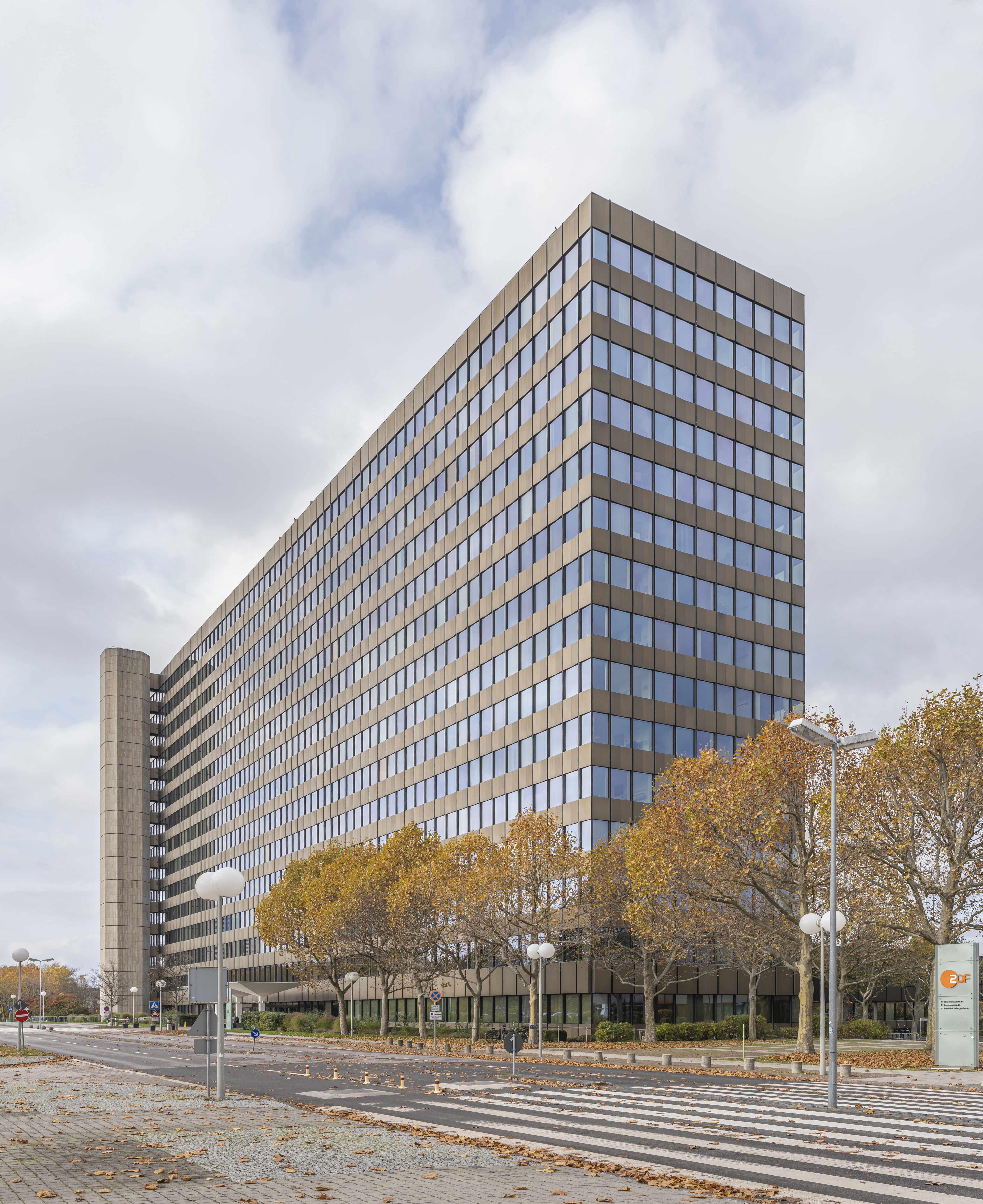
Budova ZDF

### Média
Zdejší mediální koncerny jsou hlavními a největšími zaměstnavateli obyvatelstva. Působí zde televize veřejnoprávní ZDF (das Zweite Deutsche Fernsehen), privátní televize Sat.1, místní televizní a rozhlasový vysílatel SWR (Südwestrundfkunk) a televizní kanál der Offene Kanal. Na území města dále působí Radio Rockland Pfalz GmbH & Co. KG a regionální stanice K3 Kulturkanal. Dalším mediálním magnátem je vydavatelství Verlagsgruppe Rhein-Main, které tiskne přes 21 titulů pro více než půl miliónů čtenářů z Hesenska a Porýní-Falc. Mezi největší zdejší deníky patří Allgemeine Zeitung a Rhein-Zeitung z Koblenze. Velmi oblíbeným je místní magazín a univerzitní časopis STUZ.

## Pamětihodnosti

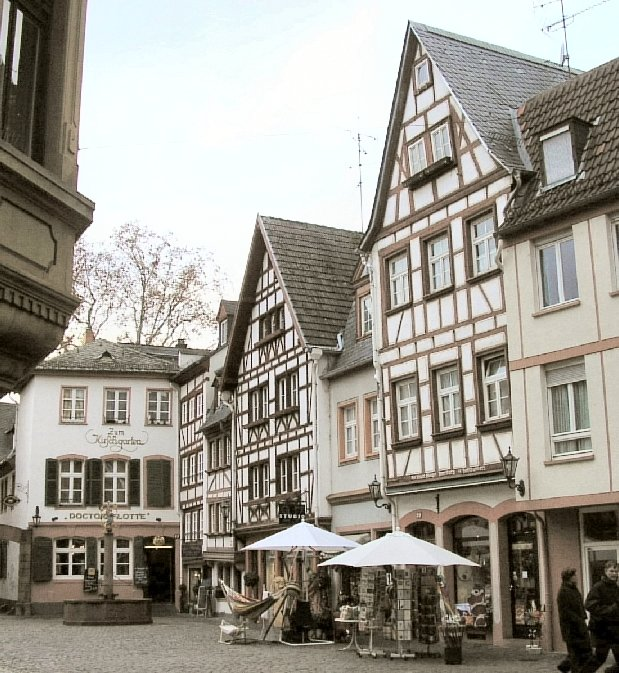
Kirschgarten

Centrum města je charakterizováno především obdobím vrcholného románského stylu, v němž byla vybudovaná i katedrála svatého Martina a svatého Štěpána. Má šest impozantních věží, interiér zdobí řada historicky významných uměleckých děl z období 13. až 18. století, která jsou zasvěcena tehdejším arcibiskupům a svatým. V severní části na náměstí před katedrálou se nachází kašna Marktbrunnen z 16. století, která je odborníky považována za jedinečný dochovaný skvost renesančního stylu v Evropě. V blízkosti katedrály se nachází Gutenberg-Museum, které nabízí různé druhy prohlídek, jež jsou zajímavé i pro děti. Nedaleko muzea je velké nákupní centrum, za nímž protéká Rýn, na jehož břehu vznikla oblíbená promenáda. Promenádu lemuje řada dalších historických památek, z nichž nejzajímavější je například Mohučská radnice Rathaus a dřevěná věž Holzturm ze 14. století, která byla součástí středověkého opevnění města. Staré město Altstadt Mohuče je charakterizováno spletitými uličkami a středověkými hrázděnými domy, ve kterých dnes sídlí především malé butiky a obchodníci s uměleckými předměty. Pěší zónu Gutenbergova náměstí Gutenbergplatz zdobí po celé linii vyznačení 50. stupně severní zeměpisné šířky, nad nímž se tyčí socha Johannese Gutenberga.

### Označení ulic

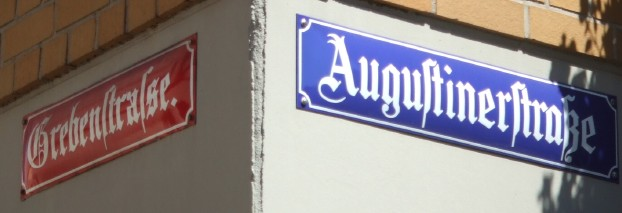
červená a modrá Straßenschilder

Návštěvníci Mohuče brzy objeví zvláštnost města, kterou je typické barevné odlišení označení ulic. Jména ulic na červených štítcích určují směr kolmý na řeku Rýn, ulice vedoucí paralelně s Rýnem jsou označeny modře. Bílými štítky jsou označeny ulice v přilehlých částech Mohuče, které jsou Rýnu hodně vzdáleny. Barevné odlišení ulic bylo zavedeno v 2. polovině 19. století, účelem bylo sjednocení číselného označení domů v závislosti na řece Rýn.

### Regionální slavnosti

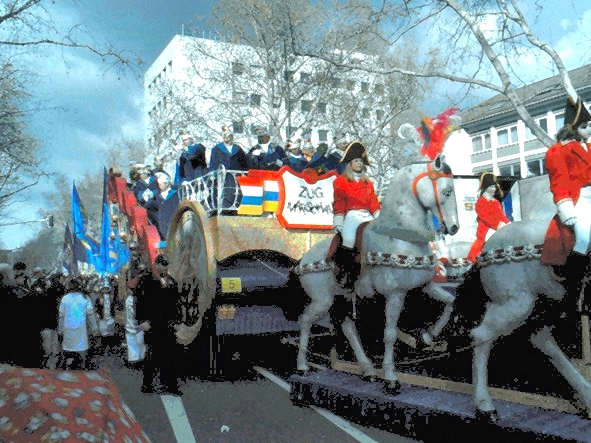
Mainzer Rosenmontagsumzug, Marschall-Wagen

- Mainzer Fastnacht – Mohučský karneval patří tradičně k největším a nejbohatším karnevalovým akcím Německa. Mohučské spolky se na přelomu ledna a února pravidelně prezentují v bohatě zdobených karnevalových průvodech, maškarních kostýmech a maskách.

- Mainzer Minipressen-Messe („Mohučský veletrh malých tiskařů“) se koná každé dva roky v květnu. Jde o akci evropského charakteru, jejímž účelem je možnost setkání více než 300 malých nakladatelství, tiskařských podnikatelů, umělců a autorů. Místem konání je Gutenbergovo muzeum. Tato akce je také nazývána Gutenbergovým maratónem, na festival navazuje Porýnsko-Falcké kulturní léto.
- OpenOhrFestival je tradičním kulturním festivalem mládeže, který se koná pravidelně na přelomu května a června. Náplní festivalu jsou semináře, debatní kroužky, kabarety a koncerty ke specifickému tématu, které se každoročně obměňuje.
- Johannisnacht je jedna z největších mohučských lidových slavností, plná poutních atrakcí, hudby, divadla, prezentace lidových zvyků a tradic, která se koná po dobu čtyř dnů v červnu (kolem 24. června – tzv. Johannistag). Tematicky je úzce spojená s postavou Johanna Gutenberga a ročně ji navštíví přes půl milionu návštěvníků.
- Mainzer Weinmarkt („Mohučský vinný trh“) se koná vždy poslední srpnový a první zářijový víkend v městském parku města Mohuč. Součástí těchto slavností je prezentace místních vinařů, umělců a pořádání bleších trhů knih a dalších tiskovin.

## Správa města
Město je složeno z následujících patnácti okrsků: Altstadt (staré město), Bretzenheim, Drais, Ebersheim, Finthen, Gonsenheim, Hartenberg-Münchfeld, Hechtsheim, Laubenheim, Lerchenberg, Marienborn, Mombach, Neustadt, Oberstadt a Weisenau. 
Každý okrsek zastupuje rada složená z předsedy a třinácti členů.
Primátorem města je Jens Beutel, zástupce SPD (listopad 2006). Městskou radu dnes[kdy?] tvoří 23 zástupců CDU, 17 zástupců SPD, 9 členů Die Grünen a dalších 11 zástupců politických stran.

## Partnerská města
- Baku, Ázerbájdžán (1984)
- Dijon, Francie (1957)
- Erfurt, Německo (1988)
- Haifa, Izrael (1987)
- Longchamp, Francie (1966)
- Louisville, Spojené státy americké (1994)
- Rodeneck, Itálie (1977)
- Valencie, Španělsko (1978)
- Watford, Spojené království (1956)
- Záhřeb, Chorvatsko (1967)

## Slavní rodáci
- Rabanus Maurus (780–856), opat kláštera Fuldě, arcibiskup mohučský[3]
- Johannes Gutenberg (1397/1400–1468), typograf, rytec, vynálezce knihtisku[4]
- Joseph Karl Stieler (1781–1858), německý portrétní malíř, dvorní malíř bavorských králů[5]
- Ferdinand Mannlicher (1848–1904), rakouský železniční inženýr, vynálezce a konstruktér několika typů opakovací pušky[6]
- Walter Hallstein (1901–1982), německý politik a právník, první předseda Evropské komise[7]
- Jochen Rindt (1942–1970), německo-rakouský pilot Formule 1[8]
- Wolf Hoffmann (* 1959), německý kytarista, člen heavy metalové skupiny Accept[9]
- Mario Pašalić (* 1995), chorvatský fotbalový záložník a reprezentant[10]